# Asphyxierende Thoraxdysplasie
Die Asphyxierende Thoraxdysplasie ist eine sehr seltene angeborene Skelettdysplasie aus der Gruppe der Kurzripp-Polydaktylie-Syndrome mit sehr kurzen Rippen und entsprechend schmalem Thorax, kurzen Gliedmaßen und typischen Veränderungen im Röntgenbild. Sie zählt zu den Ziliopathien und verläuft häufig letal. Die Erkrankung kann als Subtyp des Joubert-Syndromes (Joubert-Syndrom und verwandte Krankheiten) angesehen werden.

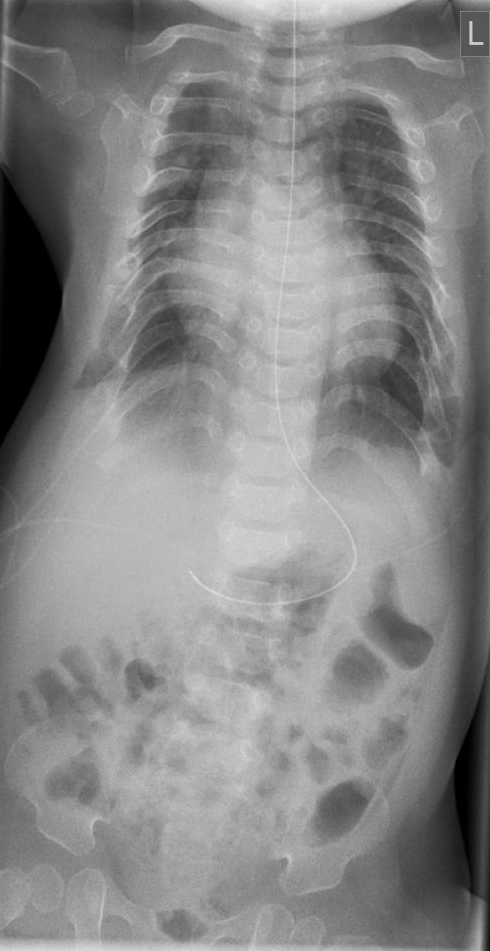
Röntgenbild Thorax-Abdomen eines elf Monate alten Neugeborenen mit Asphyxierender Thoraxdysplasie Jeune

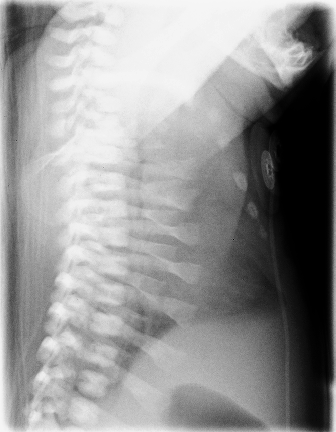
Röntgenbild der Halswirbelsäule seitlich des gleichen Kindes

Synonyme: Asphyxierende Thoraxdystrophie, lateinisch Thorako-pelviko-phalangeale Dystrophie; Jeune-Syndrom; englisch Asphyxiating thoraxic dystrophy; ATD; Thoracic-pelvic-phalangeal dystrophy; Short-rib thoracic dysplasia; SRTD
Die Namensbezeichnung bezieht sich auf den Erstautor der Erstbeschreibung aus dem Jahre 1954 durch den französischen Kinderarzt Mathis Jeune und Mitarbeiter.

## Vorkommen
Die Häufigkeit wird auf 1–5 auf 500 000 geschätzt. Die Krankheit wird autosomal-rezessiv vererbt.

## Ursache
Je nach zugrunde liegender Mutation können folgende Typen unterschieden werden:
- Typ 1 mit Mutationen auf Chromosom 15 Genort q13[6]
- Typ 2 mit Mutationen im IFT80-Gen auf Chromosom 3 Genort q25.33[7]
- Typ 3 (Verma-Naumoff-Syndrom) mit Mutationen im DYNC2H1-Gen auf Chromosom 11 Genort q22.3[8]
- Typ 4 mit Mutationen im TTC21B-Gen auf Chromosom 2 Genort q24.3[9]
- Typ 5 mit Mutationen im WDR19-Gen auf Chromosom 4 Genort p14[10]
- Typ 10 mit Mutationen im IFT172-Gen auf Chromosom 2 Genort p23.3[11]
- Typ 11 mit Mutationen im WDR34-Gen auf Chromosom 9 Genort q34.11[12]

Jedes dieser Gene kodiert für ein Flagellen-Transportprotein, eventuell gibt es noch weitere, bislang unbekannte Mutationen.

## Klinische Erscheinungen
Die Erkrankung kann bereits intrauterin erfasst werden, fällt ansonsten unmittelbar nach der Geburt auf.
Der Ausprägungsgrad der Veränderungen kann beträchtlich unterschiedlich sein.
Klinische Kriterien sind:
Thoraxdeformität mit langem, schmalen Thorax mit Atemnot des Neugeborenen infolge Platzmangels für die Lunge; Kurze Extremitäten mit Kleinwuchs, eventuell Polydaktylie; Im späteren Kindesalter können Niereninsuffizienz, Retinopathie, Fibrosierung von Leber und Pankreas auftreten.

## Diagnose
Die klinische Verdachtsdiagnose wird im Röntgenbild gesichert. Diagnostische Kriterien sind:
- Kurze, horizontal verlaufende Rippen
- Schmale Beckenschaufeln mit dreizackartiger Begrenzung des Unterrandes, Pfannendach horizontal verlaufend und spornartig nach kaudal weisend
- Vorzeitige Verknöcherung der Femurepiphyse
- Distal betont verkürzte Röhrenknochen
- Zapfenepiphysen der Mittelphalangen

## Formen
Nach der Art der Verknöcherung der Knorpelanlagen können zwei Formen unterschieden werden:
- Typ I Fleckförmige enchondrale Ossifikation, unregelmäßige Metaphysen, Knorpelinseln in den Metaphysen
- Typ II regelmäßige Ossifikation

## Differential-Diagnose
Abzugrenzen sind:
- Thanatophore Dysplasie
- Metatrophischer Dwarfismus
- Hypophosphatasie
- Ellis-van-Creveld-Syndrom, die Abgrenzung kann sehr schwierig sein.[16]
- Thorax-Kehlkopf-Becken-Dysplasie, Synonyme: Barnes-Syndrom; Thorax-Larynx-Becken-Dysplasie; Thorakopelvine Dysostose[17]
- Kranioektodermale Dysplasie (Sensenbrenner-Syndrom)
- paternale uniparenterale Disomie des Chromosoms 14

## Therapie
Die Behandlung und deren Erfolg hängen von dem Ausmaß der Lungenbeeinträchtigung ab, auftretende Infektionen der oberen Luftwege müssen behandelt, Nieren-, Leberfunktion und Augenhintergrund regelmäßig kontrolliert werden.
Überleben die Kinder erholt sich die Lungenfunktion allmählich, das Risiko für Atemwegsinfekte nimmt dann ab.
Eine neuere Behandlungsmöglichkeit ist durch die Vertical expandable prosthetic titanium Ribs (VEPTR) nach Campbell entstanden, bei welcher der Rippenthorax operativ gedehnt werden kann.